# الصحراء الساحلية للبحر الأحمر
الصحراء الساحلية للبحر الأحمر منطقة بيئية صحراوية وشجيرات جافة تقع في مصر والسودان.

## الجغرافيا
تمتد الصحراء الساحلية للبحر الأحمر شمالاً وجنوباً على طول البحر الأحمر وخليج السويس، الذي يحدها من الشرق. وتشمل شريطًا ساحليًا ضيقًا وتلال البحر الأحمر، وهي مجموعة من الجبال الساحلية التي تمتد بالتوازي مع الساحل. يحد الجزء المصري من الغرب الصحراء الشرقية، وهي جزء من المنطقة البيئية شديدة الجفاف في الصحراء الكبرى. يحد الجزء السوداني من البلاد سهول جنوب الصحراء الكبرى من الغرب، وسهول السافانا الساحلية من الجنوب. 

## مناخ
موعد تساقط الأمطار في فصل الشتاء. ويكون هطول الأمطار قليل مثل 3 ملم على طول الساحل. ومعدل هطول الأمطار يكون أعلى على المنحدرات الشرقية للجبال، التي تعترض الرياح الدورية التي تكون محملة بالرطوبة والتي تسبب هطول الضباب والعواصف المطرية الغزيرة في بعض الأحيان.

## النباتات
تشمل النباتات مستنقعات المانغروف والمستنقعات المالحة على طول الشاطئ، والأراضي الشجرية المتفرقة على طول الساحل، والغابات الجافة في وديان الجداول. وتوجد الغابات والأراضي الشجرية الأكثر خصوبة في المناطق ذات الأمطار الغزيرة والضباب الجبلي، وعلى طول الجداول الجبلية. جبل علبة، وهو جبل يقع بالقرب من الساحل في المنطقة الحدودية المتنازع عليها بين مصر والسودان، يدعم الحياة النباتية الأكثر تنوعًا في المنطقة البيئية.

## الحيوانات
تعتبر الجبال موطنًا لحيوان الذئب الأرضي (Proteles cristatus) والوعل النوبي المهدد بالانقراض (Capra nubiana) والأغنام البربرية (Ammonotragus lervia). تشمل الثدييات الأخرى غزال دوركاس (Gaella dorcas)، والثعلب الشاحب (Vulpes pallida)، والوبر الصخري (Procavia capensis). 

## المناطق المحمية
المناطق المحمية في المنطقة البيئية هي محمية وادي الجمال الوطنية في مصر، ومحمية جبل علبة الوطنية في منطقة الحدود المصرية السودانية المتنازع عليها والتي تديرها مصر حاليًا.